# Сухая Цице
Сухая Цице — река в Краснодарском крае России. Сливаясь с рекой Кура-Цице образует реку Цице. Длина реки — 9,8 км, площадь водосборного бассейна — 16 км².

## Данные водного реестра
По данным государственного водного реестра России относится к Кубанскому бассейновому округу, водохозяйственный участок реки — Пшиш. Речной бассейн реки — Кубань.
Код объекта в государственном водном реестре — 06020001212108100005225.